# Crotalaria rosenii
Crotalaria rosenii är en ärtväxtart som först beskrevs av Ferdinand Albin Pax, och fick sitt nu gällande namn av Roger Marcus Polhill. Crotalaria rosenii ingår i släktet sunnhampor, och familjen ärtväxter. Inga underarter finns listade i Catalogue of Life.